# Quercus tuberculata
Quercus tuberculata är en bokväxtart som beskrevs av Frederik Michael Liebmann. Quercus tuberculata ingår i släktet ekar, och familjen bokväxter. Inga underarter finns listade i Catalogue of Life.